# Seminario del Norte
El Seminario del Norte (en inglés: Northern Seminary) es un seminario bautista, en Lisle (Illinois), en los suburbios de Chicago, Estados Unidos. Está afiliado a las Iglesias Bautistas Americanas USA.

## Historia
El Seminario fue fundado en 1913 por la Segunda Iglesia Bautista de Chicago bajo el nombre de Seminario Teológico Bautista del Norte como una alternativa teológicamente conservadora en el marco de su asociación con las Iglesias Bautistas Americanas USA (Convención Bautista del Norte). En 1920 se fundó un departamento colegiado y la Convención Bautista del Norte se convirtió en socio del seminario. En 1963, se mudó a Lombard (Illinois). En 2004 pasó a llamarse Seminario del Norte. En 2017, se mudó a Lisle (Illinois).

## Membresías
Es miembro de las Iglesias Bautistas Americanas USA.